# Eugeniusz Majdrowicz
Eugeniusz Edmund Majdrowicz (ur. 21 listopada 1856 w Krakowie, zm. 20 maja 1929 w Warszawie) – polski aktor i reżyser teatralny, śpiewak (baryton), reżyser opery i operetki, dyrektor teatrów prowincjonalnych.

## Wczesne lata
Uczył się w gimnazjum św. Anny w Krakowie. W młodości pobierał lekcje śpiewu m.in. u Wilhelma Troschela i Leopolda Matuszyńskiego.

## Kariera aktorska
W 1879 r. zaangażował się do teatru poznańskiego, początkowo jako chórzysta i tancerz a następnie jako aktor w dramatach i operach. Po okresie współpracy z zespołami prowincjonalnymi (m.in. Józefa Puchniewskiego i Julii Otrembowej) związał się z zespołem teatru w Łodzi (1883-1890), gdzie był śpiewakiem, a także reżyserem opery i operetki. Następnie powrócił do Poznania. Okazjonalnie występował również w warszawskich teatrach ogródkowych. Jako aktor występował w dramatach m.in. w roli Króla (Mazepa), Księdza Kordeckiego (Obrona Częstochowy), Burczyńskiego (Grube ryby), a jako śpiewak w operach i operetkach, m.in. w roli Janusza (Halka) i Stolnika (również Halka), Skołuba (Straszny dwór) i  Agamemnona (Piękna Helena).

## Zarządzanie zespołami teatralnymi
W okresie współpracy z teatrem poznańskim (1892-1895) dał się poznać jako organizator występów wyjazdowych. Prowadził występy zespołu poznańskiego w kilkudziesięciu miejscowościach w Wielkopolsce i na Pomorzu Zachodnim. W 1896 wspólnie z Mieczysławem Skirmuntem zorganizował „Teatr Objazdowy na Wielkie Księstwo Poznańskie i Prusy Zachodnie”. Wraz z nim odwiedził ponad czterdzieści miejscowości w sezonie 1896/1897. Stojąc na czele zespołu występującego w zaborze pruskim musiał niejednokrotnie mierzyć się z utrudnieniami ze strony władz. W 1897 r. rozwiązał spółkę z Mieczysławem Skirmuntem i przeniósł się ze swym zespołem do Królestwa Polskiego i w kolejnych latach dawał przedstawienia w wielu miejscowościach. W latach 1905–1908 i ponownie w latach 1910-1913 był dyrektorem teatru w Sosnowcu, znacznie przyczyniając się do ugruntowania pozycji tego teatru. W 1916 r. został szefem inwentarza Teatru Miejskiego im. J. Słowackiego i Teatru Ludowego w Krakowie. W sezonie 1919/1920 był dyrektorem administracyjnym Teatru na Pohulance w Wilnie. Podczas pracy w teatrach stałych chętnie organizował występy wyjazdowe. Zespół prowincjonalny Eugeniusza Majdrowicza był uważany za jeden z najlepszych na ziemiach polskich. Związani z nim byli wybitni aktorzy (m.in. Wojciech Brydziński i Bolesław Szczurkiewicz), którzy cenili sprawną administrację i stabilne gaże. Repertuar obejmował głównie sztuki polskie (m.in. Aleksandra Fredry, Józefa Blizińskiego i Michała Bałuckiego), co miało szczególną wartość na Pomorzu, gdzie rzadko występowały polskie zespoły.

## Rodzina
Pochodził z rodziny z tradycjami muzycznymi. Jedna z jego sióstr, Amelia był pianistką i kompozytorką, a druga - Maria, śpiewaczką estradową. W 1884 r. poślubił aktorkę teatrów prowincjonalnych, Sylwestrę z Adlerów. Ich córką była Maria Majdrowicz-Zakrzeńska.